# Девета словеначка бригада
Шаблон:Бези извора у тексту
Девета словеначка народноослободилачка бригада формирана је 14. септембра 1943. године у Кочвеју од бораца Западнодолењског партизанског одреда и нових бораца. На дан формирања имала је четири батаљона са преко 1.000 бораца.
Од формирања до краја рата бригада се налазила у саставу Осамнаесте словеначке дивизије Седмог словеначког корпуса и деловала је на територији Долењске и Нотрањске.
За своје заслуге током Народноослободилачког рата одликована је Орденом заслуга за народ и Орденом братства и јединства.

## Борбени пут Девете словеначке бригаде
Ради одбране слободне територије у Долењском и Нортрањском, у времену од 21. септембра до 11. октобра 1943. године, бригада је уништила железничку пругу Љубљана-Боровница. У немачкој октобарској офанзиви посебно се истакла у борбама са надмоћнијим немачким снагама од 16. до 24. октобра 1943. године око Брода на Купи, где је затварала правац према Кочевју да би омогућила евакуацију рањеника и материјала у Кочевски рог.
Од 21. новембра 1943. године оперисала је у Горском котару, протерала усташко-домобранске посаде из Мркопља, Старог Лаза и са Равне горе. У садејству са Десетом словеначком ударном бригадом, у борбама од 16. до 24. децембра, ослободила је Врбовско, а потом на положајима западно од Огулина бранила ослобођену територију Горског котара, одакле се 14. фебруара 1944. године вратила у Словенију.
Бригада се истакла у борбама против јачих немачких снага код Пијаве Горице, од 27. фебруара до 2. марта; са немачким моторизованим колонама на путу Мирна Печ-Ново Место, од 14. до 20. маја; са словеначким домобранима и Немцима у јуну и јулу на сектору Жвирче, Амрус, Заградец, Лучарјев Кал; у августу на сектору Шмарје-Сап, Шкофљица и у новембру 1944. године око Кочевја.
Почетком јануара 1945. године истакла се у борбама око Требња и Жужемберка, од 20. до 21. јануара у Липју када је већим делом уништила две домобранске чете, а затим 15. априла код Подхосте и Менишке Васи и од 7. до 9. маја код Љубљане.